# HMS Defender (D36)
O HMS Defender é um contratorpedeiro da classe Daring (Type 45) construído para a Marinha Real Britânica (Royal Navy). A construção desta embarcação começou em 2006 e ela foi lançada ao mar em 2009, sendo comissionado em março de 2013. O Defender participou de alguns exercícios de treinamento até que ao fim de 2014 foi enviado para a sua primeira missão de combate no Oriente Médio.